# Bree (Belgia)
Bree este un oraș din regiunea Flandra din Belgia. Comuna este formată din localitățile Bree, Beek, Gerdingen, Opitter și Tongerlo. Suprafața totală este de 64,96 km². La 1 ianuarie 2008 comuna avea o populație totală de 14.774 locuitori. 

## Localități înfrățite
- Germania: Geldern;
- Spania: Salomo;
- Italia: Volpago;
- China: Yangzhou.